# Epiplema vermiculata
Epiplema vermiculata är en fjärilsart som beskrevs av Paul Dognin 1911. Epiplema vermiculata ingår i släktet Epiplema och familjen Uraniidae. Inga underarter finns listade i Catalogue of Life.